# Siege du château d'Oguchi
Le siège du château d'Oguchi a lieu en 1569 lorsque les forces du clan Shimazu assiègent le château d'Oguchi du clan Hishikari situé dans la province d'Ōsumi. Le siège réussit et le château passe sous le contrôle des Shimazu.

## Source de la traduction
- (en) Cet article est partiellement ou en totalité issu de l’article de Wikipédia en anglais intitulé « Siege of Oguchi Castle » (voir la liste des auteurs).